# 인센디어리스
《인센디어리스》(The Incendiaries)는 2018년에 출간된 미국의 소설이다. 작가인 권오경이 17세 때 신에 대한 믿음을 잃어버린 데에서 영감을 얻어 쓰여졌다. 소설은 캠퍼스에서 사이비 종교에 빠진 젊은 여성의 이야기를 다룬다.